# کله‌بان ۱
دول گاومیشان یک روستا در ایران است که در دهستان کشکان جنوبی بخش شاهیوند واقع شده‌است. کله‌بان ۱ ۱۳۸ نفر جمعیت دارد.